# North of the Great Divide

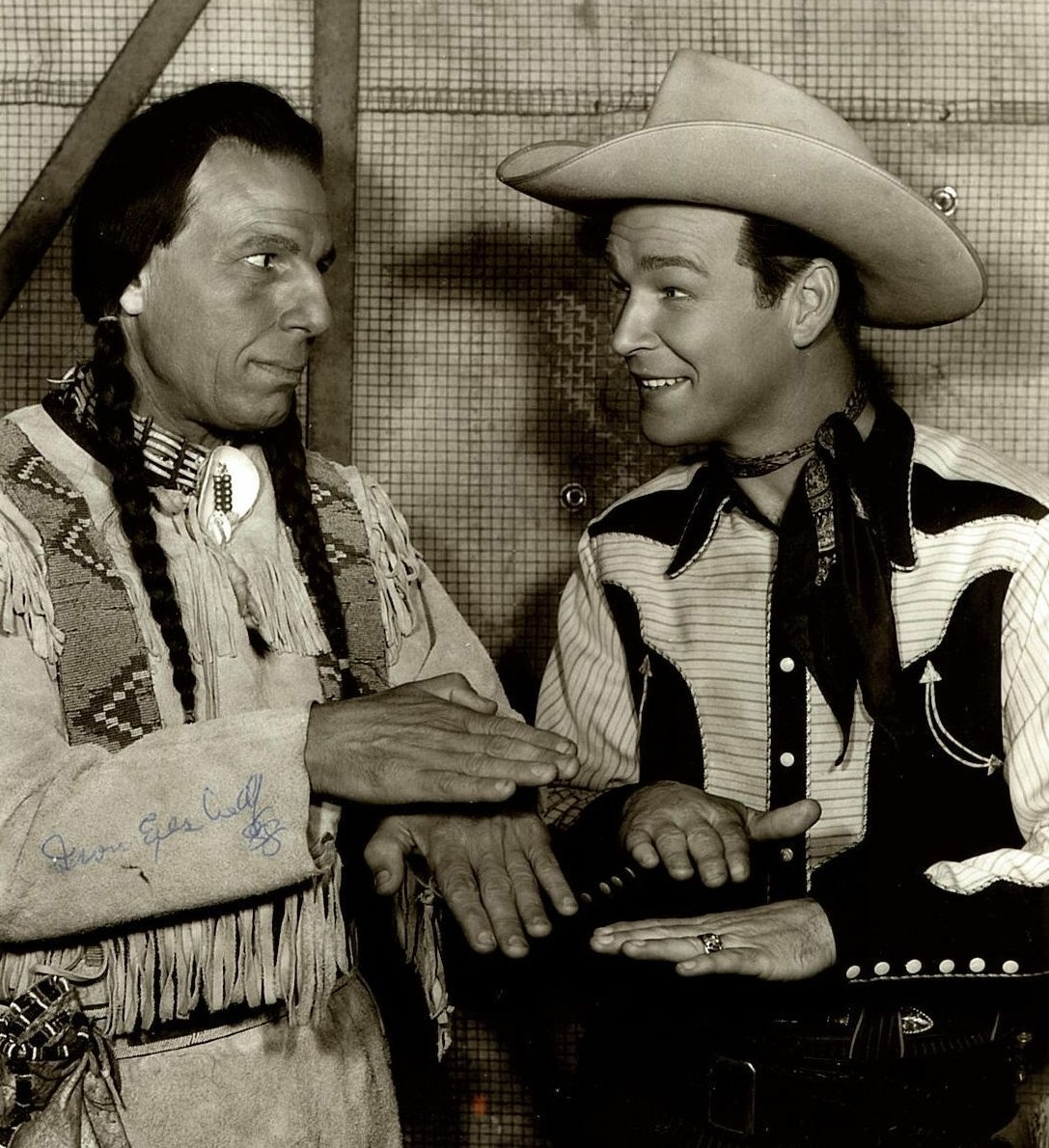
Iron Eyes Cody e Roy Rogers in North of the Great Divide (1950)

North of the Great Divide è un film del 1950 diretto da William Witney.
È un musical western statunitense con Roy Rogers e Penny Edwards.

## Produzione
Il film, diretto da William Witney con il soggetto di Eric Taylor, fu prodotto da Edward J. White, come produttore associato, per la Republic Pictures e girato nei pressi del Big Bear Lake e del Cedar Lake, nella Big Bear Valley, in California. Il titolo di lavorazione fu Song of the Bandit.

## Colonna sonora
- North of the Great Divide - scritta da Jack Elliott, cantata da Roy Rogers e Riders of the Purple Sage
- Just Keep A'movin' - scritta da Jack Elliott, cantata da Roy Rogers e Riders of the Purple Sage
- By The Laughing Spring - scritta da Jack Elliott, cantata da Roy Rogers e Riders of the Purple Sage

## Distribuzione
Il film fu distribuito negli Stati Uniti dal 15 novembre 1950 al cinema dalla Republic Pictures.
Altre distribuzioni:
- in Finlandia il 18 luglio 1952 (Intiaaniverta)
- in Brasile (Barragem Maldita)

## Promozione
Le tagline sono:
- "CANADA'S FINEST AND THE KING OF THE COWBOYS ROAR TO THE RESCUE WHEN KILLERS TRY TO WIPE OUT A TRIBE OF FRIENDLY INDIANS! (original poster-all caps)".
- "Gun-fire in the great Northwest! ".